# Хуссейн Халегіфар
Мухаммед Хуссейн Халегіфар (перс. محمدحسين خالقی فر; нар. 22 квітня 1983) — іранський борець вільного стилю, бронзовий призер чемпіонату Азії.

## Життєпис
Боротьбою почав займатися з 1995 року. У 2002 році завоював срібну медаль чемпіонату Азії серед юніорів. У 2001 році став чемпіоном світу серед юніорів. Ще через два роки на цих же змаганнях здобув срібну нагороду.
Виступав за борцівський клуб «Шахід Камран», Тегеран. Тренер — Алі Хаверді.

## Спортивні результати на міжнародних змаганнях

### Виступи на Чемпіонатах Азії
| Змагання                       | Збірна | Вагова категорія          | Місце  |
| ------------------------------ | ------ | ------------------------- | ------ |
| Чемпіонат Азії з боротьби 2004 | Іран   | вільна боротьба, до 96 кг | Бронза |

### Виступи на змаганнях молодших вікових груп
| Змагання                                      | Збірна | Вагова категорія          | Місце  |
| --------------------------------------------- | ------ | ------------------------- | ------ |
| Світові молодіжні ігри серед 1998             | Іран   | вільна боротьба, до 76 кг | 5      |
| Чемпіонат світу з боротьби серед кадетів 1999 | Іран   | вільна боротьба, до 85 кг | 10     |
| Чемпіонат світу з боротьби серед юніорів 2000 | Іран   | вільна боротьба, до 97 кг | 7      |
| Чемпіонат Азії з боротьби серед юніорів 2000  | Іран   | вільна боротьба, до 97 кг | Срібло |
| Чемпіонат світу з боротьби серед юніорів 2001 | Іран   | вільна боротьба, до 97 кг | Золото |
| Чемпіонат світу з боротьби серед юніорів 2003 | Іран   | вільна боротьба, до 96 кг | Срібло |